# Consenso Popular
Consenso Popular (CP) fue una agrupación política boliviana fundada en 2009 por Óscar Ortiz Antelo.
Óscar Ortiz fue presidente del Senado de Bolivia desde 2008 hasta 2010. En las elecciones generales de Bolivia de 2009, el partido formó una alianza electoral con el Frente de Unidad Nacional, para respaldar la candidatura de Samuel Doria Medinapara la presidencia. Durante las elecciones subnacionales de Bolivia de 2010 formó parte de la alianza Todos por Cochabamba y Chuquisaca Somos Todos, y apoyó la candidatura de Rubén Costas para gobernadores de Santa Cruz. En Pando, la agrupación perdió las elecciones gubernamentales contra el Movimiento al Socialismo por una diferencia de 1%, y se convirtió en la principal fuerza opositora del departamento. Consenso Popular se fusionó con Verdad y Democracia Social para formar Movimiento Demócrata Social en agosto de 2013.